# Thyrsidina carneominiata
Thyrsidina carneominiata är en svampart som beskrevs av Höhn. 1905. Thyrsidina carneominiata ingår i släktet Thyrsidina, divisionen sporsäcksvampar och riket svampar.   Inga underarter finns listade i Catalogue of Life.